# LGBT-rettigheder i Danmark
Lesbiske, bøsser, biseksuelle og transkønnede (LGBT) personers rettigheder i Danmark er nogle af de mest vidtgående i verden.
Seksuel samkvem mellem personer af samme køn blev legaliseret i 1933, og siden 1977 har den seksuelle lavalder været 15 år, uanset seksuel orientering eller køn. Danmark var det første land i verden til at yde juridisk anerkendelse af forhold mellem personer af samme køn i form af registreret partnerskab i 1989. 7. juni 2012 blev partnerskabsloven erstattet af en ny, kønsneutral ægteskabslovgivning, der trådte i kraft den 15. juni 2012. Danmark anerkender desuden samkønnede ægteskaber indgået i andre lande. Forskelsbehandling på grund af seksuel orientering blev helt forbudt i 2004. Danmark har siden 2010 tilladt par af samme køn at adoptere. Tidligere var det kun muligt at stedbarnsadoptere og rettighederne for at blive værge for ikke-biologiske forældre var begrænsede. Bøsser, lesbiske og biseksuelle har også lov til at tjene åbent i militæret.
Sammen med de andre skandinaviske lande er Danmark et af de mest socialt frisindede lande i verden. Meningsmålinger viser, at et stort flertal af danskerne støtter kønsneutralt ægteskab og adoption for LGBT-personer. København bliver ofte beskrevet som af de mest imødekommende byer for LGBT-personer i verden, og bl.a. den årlige Pride-parade er kendt i udlandet. 
Rigsfællesskabet indbefatter også Grønland og Færøerne, som generelt er mere socialt konservative. Men Grønland legaliserede kønsneutralt ægteskab i 2016 og siden 2017 har samkønnede par kunnet blive borgerligt viede på Færøerne.